# Amaia (ciutat)
Amaia és el nom d'una antiga ciutat construïda a la part alta de Peña Amaya, un massís de 1377 msnm, situat al costat de l'actual llogarret d'Amaya, pertanyent al municipi de Sotresgudo, al nord-oest de l'actual província de Burgos, en una estratègica situació com a guaita i porta d'accés de l'altiplà Central Ibèric a la serralada Cantàbrica.

## Etimologia
L'arrel del topònim, am(m)a, és indoeuropea i significa ‘mare’. El sufix io/ia també és indoeuropeu i s'empra per formar noms d'acció o topònims, la qual cosa implica que el significat d'Amaia seria ‘ciutat-mare’ en el sentit de ‘la capital', nom pel qual també seria coneguda més endavant.

## Història
Amaia apareix citada en l'Itinerari de fang, trobat a Astorga, un document l'autenticitat del qual havia estat controvertida fins que va ser datat cap a mitjan segle iii per mètodes absoluts (termoluminiscència). El problema és que l'Amaia esmentada en l'itinerari no encaixa amb la situació d'Amaia i, per tant, es tractaria d'una altra Amaia, d'ubicació exacta desconeguda, però situada més a l'oest, llevat que hi hagi crassos errors en l'itinerari transcrit per l'epigrafista. Sigui com sigui, la pervivència del topònim Amaia en època visigòtica avala que aquest també seria el seu nom durant l'Edat del ferro i en època romana.